# Cusseta
Cusseta é uma cidade localizada no estado americano de Geórgia, no Condado de Chattahoochee.

## Demografia
Segundo o censo americano de 2000, a sua população era de 1196 habitantes.

## Geografia
De acordo com o United States Census Bureau tem uma área de
3,9 km², dos quais 3,9 km² cobertos por terra e 0,0 km² cobertos por água. Cusseta localiza-se a aproximadamente 91 m acima do nível do mar.

## Localidades na vizinhança
O diagrama seguinte representa as localidades num raio de 32 km ao redor de Cusseta.